# René Goblet
Pour les articles homonymes, voir Goblet.
René Goblet, né le 26 septembre 1828 à Aire-sur-la-Lys et mort le 13 septembre 1905 à Paris (16e), est un journaliste et homme politique français.

## Biographie

### Débuts en politique
En 1850, René Goblet s’inscrivit comme avocat au barreau d’Amiens, il s’y tailla une solide réputation plaidant aussi bien au pénal qu'au civil. Ce n'est qu'à la fin des années 1860 qu'il s'engagea en politique. De conviction républicaine, il fut un opposant résolu au Second Empire. Il fonda en 1869, avec Frédéric Petit et Jules Lardière, le journal républicain radical, Le Progrès de la Somme.
Il fut nommé en 1870 procureur général à Amiens par le Gouvernement de la Défense nationale, puis devint député de la Somme en juillet 1871 et siégea à gauche. Il s’opposa avec détermination aux conservateurs lors de la crise du 16 mai 1877.

### Responsabilités ministérielles
Il fut sous-secrétaire d’État à la justice dans le Gouvernement Waddington en 1879.
À la suite des élections législatives de 1881, il tenta de former un groupe parlementaire unique des républicains afin de soutenir le nouveau gouvernement Gambetta. Cependant, l'initiative échoua avec la reconduction des groupes de la Gauche républicaine et de l'Union républicaine. Contrairement à René Goblet qui resta membre de l'Union républicaine, ses collègues radicaux décidèrent de former un groupe autonome qui contribua à la chute du gouvernement. Il fut alors nommé ministre de l’Intérieur dans le gouvernement Freycinet (3 janvier 1882) et fit voter la loi qui rendait aux conseils municipaux le droit d’élire leur maire. 
Il rompit avec l'Union républicaine en octobre 1882 et s’opposa ensuite à la politique des républicains opportunistes. Il rejoint alors le groupe de la Gauche radicale et devint l’un des chefs de file des radicaux à la Chambre des députés où il montra ses talents de débatteur.
En 1885, il devint ministre de l’Instruction publique dans un gouvernement de concentration républicaine. Par deux décrets (25 juillet, 28 décembre), il amorça la réforme de l’enseignement supérieur. Sous son ministère, l’État fit l’acquisition des collections du musée Guimet (1885) et la section des sciences religieuses fut créée à l’École pratique des hautes études (1886).
Il fit adopter par le Sénat après un long et intense débat parlementaire la loi qui porte son nom sur la laïcisation du personnel enseignant du primaire et du secondaire le 30 octobre 1886. Il devint président du Conseil et ministre de l’Intérieur du 11 décembre 1886 au 17 mai 1887, ce fut le couronnement de sa carrière. Le général Boulanger était ministre de la Guerre dans son gouvernement et l'Amiénois Albert Dauphin était ministre des Finances.
En 1888 il fut ministre des Affaires étrangères dans le gouvernement Charles Floquet, jusqu'en 1889.

### Engagement radical-socialiste
Battu aux élections législatives à Amiens en 1889, il fut élu sénateur puis député de la Seine en 1891 et 1893. Il dirigea La Petite République, organe de la gauche radicale et du socialisme indépendant de 1891 à 1893. La crise boulangiste l’amena à radicaliser ses positions en matière économique et sociale en proposant : démocratisation de l’administration locale, réforme de l’impôt en faveur des classes laborieuses, meilleure réglementation du travail des enfants et des femmes dans l’industrie, respect du droit syndical… En 1890, il proposa la nationalisation des secteurs bancaires et miniers. Il fut favorable à une révision constitutionnelle pour assurer la prééminence de la Chambre des députés sur le Sénat étant partisan du monocamérisme. Il œuvra dans les années 1890 au rapprochement des radicaux des socialistes.
René Goblet fut battu lors des législatives de 1898 et resta de ce fait à l’écart des responsabilités gouvernementales. Son rôle politique se poursuivit néanmoins, il fut, en 1901, l’un des organisateurs du congrès sur la réforme et l’organisation du parti républicain, radical et radical-socialiste ; il en présida la séance d'ouverture, le 21 juin 1901.
Franc-maçon, il fut membre de la Loge « La Clémente Amitié » du Grand Orient de France[réf. souhaitée]. Il fut également membre de l'Académie des sciences, des lettres et des arts d'Amiens.

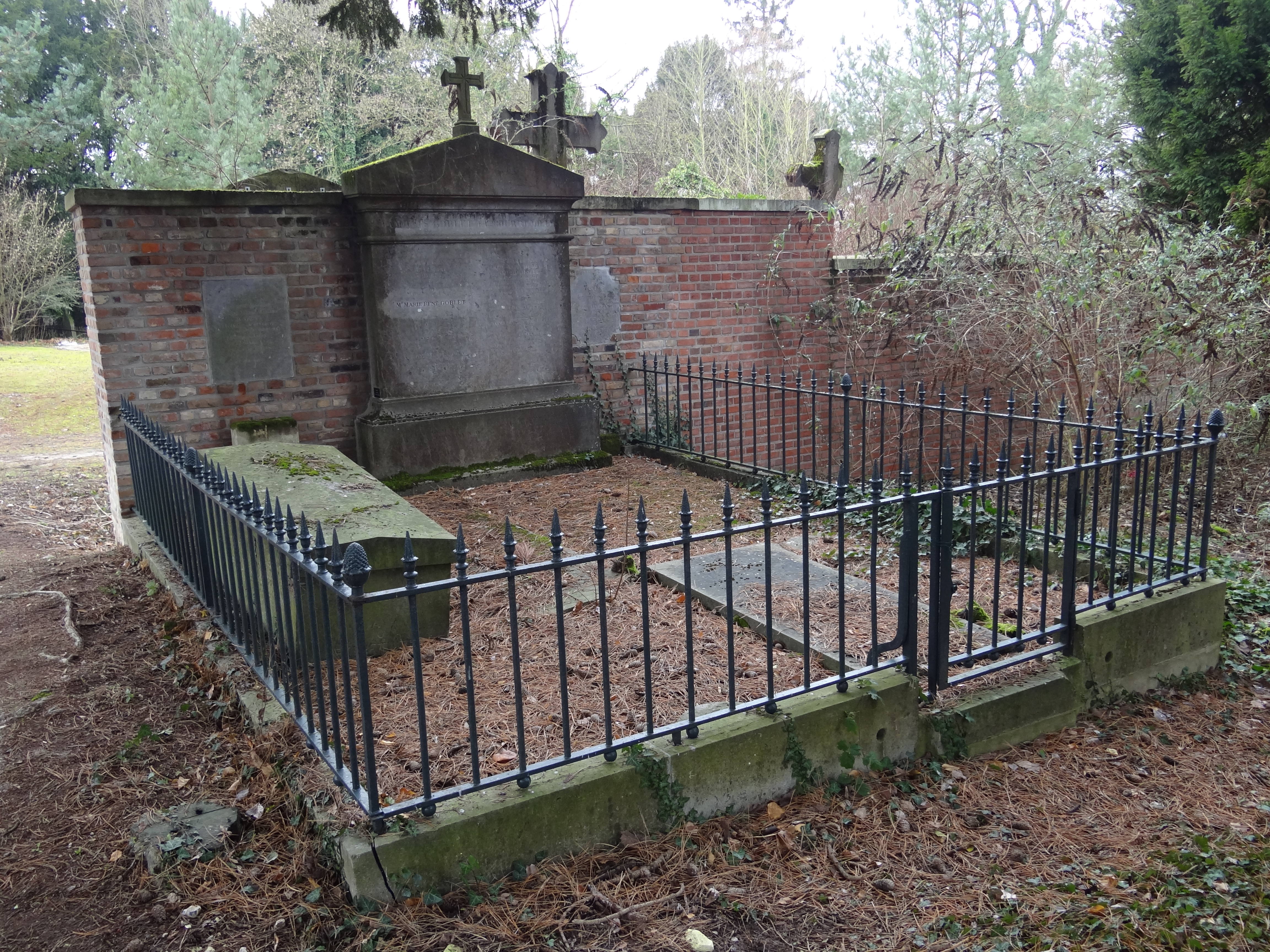
La tombe de René Goblet au cimetière de La Madeleine d'Amiens (Somme).

Décédé 78 rue de la Tour dans le 16e arrondissement de Paris le 13 septembre 1905,, il fut inhumé au cimetière de La Madeleine à Amiens.

## Mandats électifs
- de 1871 à 1876 : député de la Somme (battu en 1876)
- de 1876 à 1879 : maire d'Amiens
- de 1877 à 1889 : député de la Somme
- de 1891 à 1893 : sénateur de la Seine
- de 1893 à 1898 : député de la Seine

## Fonctions gouvernementales
- 1879 : sous-secrétaire d'État à la Justice
- 1882 : ministre de l'Intérieur
- 1885-1886 : ministre de l'Instruction publique
- 11 décembre 1886 au 17 mai 1887 : président du Conseil et ministre de l'Intérieur (voir gouvernement René Goblet)
- du 3 avril 1888 au 14 février 1889 : ministre des Affaires étrangères, dans le gouvernement Charles Floquet.

## Hommage posthume
- Une place du centre-ville d'Amiens porte le nom de René Goblet ;
- Un monument, situé boulevard de Belfort à Amiens, intitulé, La Conscience, œuvre de Jacques Perrin, est dédié à la mémoire de René Goblet. Il fut inauguré, le 6 octobre 1907, par Georges Clemenceau, président du Conseil, ministre de l'Intérieur. Ce monument a été élevé par souscription publique à l'initiative de l'Académie d'Amiens et remis à la ville d'Amiens, le 9 mai 1909.

## Pour approfondir